# 大光電気
大光電気株式会社（だいこうでんき）は、大阪府八尾市に本社を置く日本の輸送機器製造メーカーである。

## 概要
1947年（昭和22年）6月に電気材料の卸業として創業。同年11月には八尾工場を設立し、車両用電気品の製造を開始する。JR東日本をはじめとした鉄道事業者向けに車掌スイッチや半自動ドアスイッチなどを、バス事業者向けにはバス用ブザーなどを製造しており、JRグループ（新幹線を含む）の車掌スイッチ・戸閉スイッチでは高いシェアを誇る。また、日本国内のみならず、アメリカや台湾など海外の鉄道事業者にも納入実績がある。2013年（平成25年）2月には八尾市に新工場が竣工した。

## 主な製品

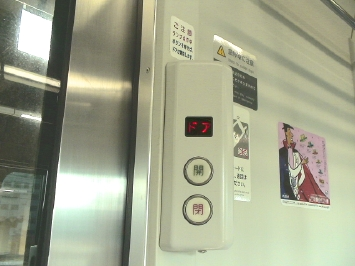
JR東日本E231系1000番台のドアスイッチ

- 鉄道向け電装機器の製造・販売
- バス向け電装機器の製造・販売